# Список рыцарей испанского ордена Золотого руна
Испанский орден Золотого руна является продолжением габсбургского ордена, разделившегося на две ветви во время войны за Испанское наследство.

Орденская цепь Золотого руна

## При Филиппе V
Филипп V, 1-й бурбонский великий магистр ордена (1700—1724, 1724—1746)

### 1701—1710
1701
- 619. Филипп V (1682—1746), король Испании
- 620. Шарль де Бурбон (1686—1714), герцог Беррийский
- 621. Филипп I (1640—1701), герцог Орлеанский
- 622. Поль де Бовилье (1648—1714), герцог де Сент-Эньян
- 623. Филипп II (1674—1723), герцог Орлеанский, позднее регент Франции
- 624. Карл Альбрехт (1697—1745), курфюрст Баварии, позднее император Священной Римской империи

1702
- 625. герцог Адриен-Морис де Ноай (1678—1766), маршал Франции
- 626. князь Альбер-Октав Церклас де Тилли (1646—1715)
- 627. ?
- 628. ?
- 629. Антонио Бонкомпаньи-Людовизи Руффо[итал.] (1658—1731), 5-й герцог ди Сора, 3-й князь Пьомбино
- 630. Джанджироламо II Аквавива д'Арагона (1663—1709), 15-й герцог д'Атри
- 631. Луи Франсуа д'Аркур (1677—1714), граф де Сезанн
- 632. герцог Луи Жозеф де Вандом (1654—1712)

1703
- 633. Жан-Франсуа Бетт (1667—1725), маркиз де Леде
- 634. герцог Луи-Франсуа де Буфлер (1644—1711), маршал Франции

1704
- 635. Луи-Александр де Бурбон (1678—1737), граф Тулузский
- 636. Джеймс Фитцджеймс (1670—1734), 1-й герцог Бервик, герцог де Лирия-и-Херика

1705
- 637. граф Жан-Фредерик д'Отель[люкс.] (1645—1716)
- 638. герцог Антуан-Шарль IV де Грамон[фр.] (1640—1720)

1706

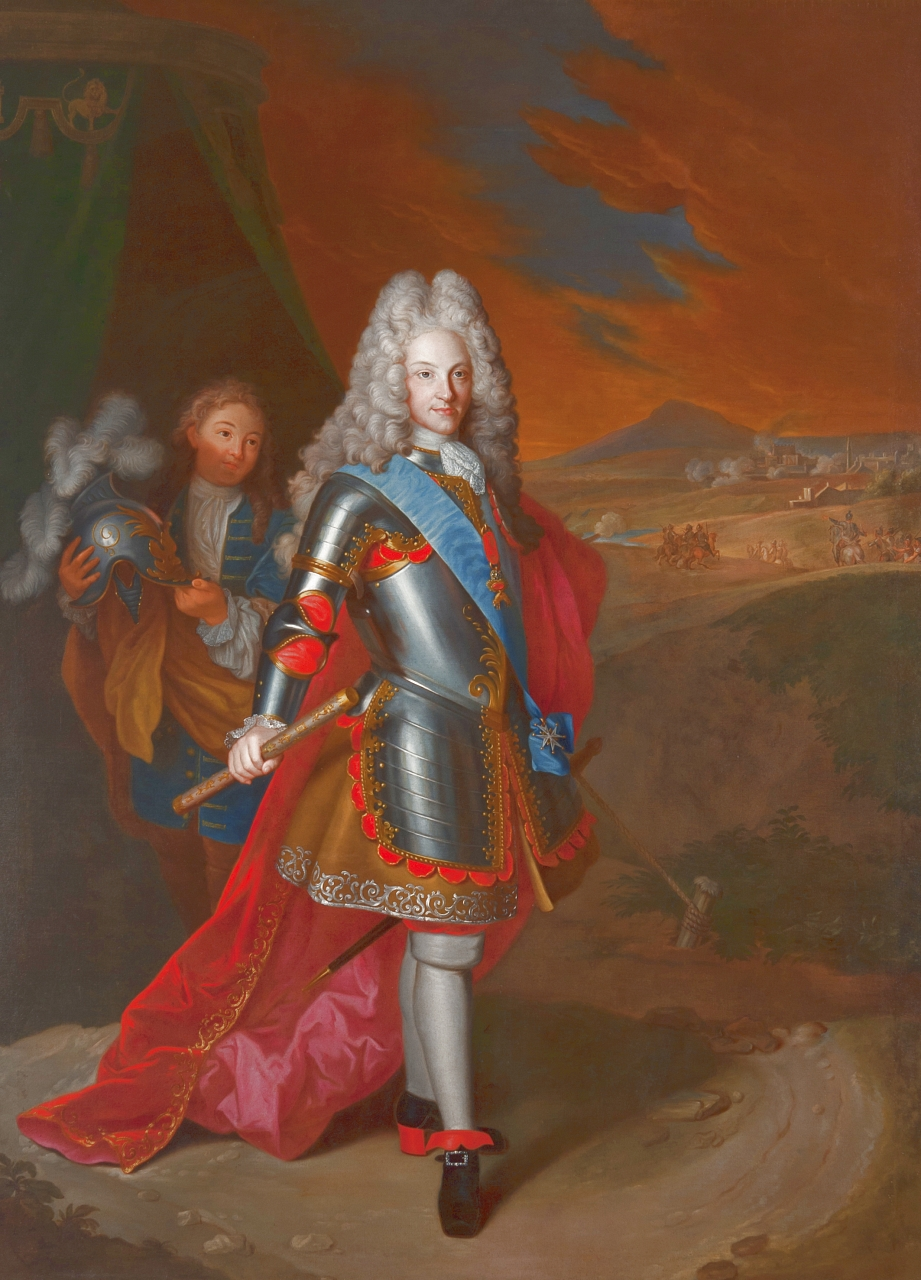
Джованни Мария делле Пьяне. Филипп V Испанский в военном облачении. Ок. 1715

- 639. граф Прокоп-Франсуа д'Эгмонт (1664—1707), принц Гаврский
- 640. граф Максимилиан Кайетан фон Тёрринг-Зеефельд (1670—1752)
- 641. Альфонс-Доминик-Франсуа де Берг (1679—1720), князь де Берген-оп-Зом
- 642. герцог Виктор-Мари д'Эстре (1660—1737), маршал Франции

1707
- 643. Шарль-Антуан-Жозеф де Крой (1683—1710), герцог д'Авре и де Крой
- 644. Франсиско V Фернандес де ла Куэва и де ла Куэва (1666—1724), 10-й герцог де Альбуркерке.
- 645. Франческо Пио де Савойя[англ.] (1672—1723), герцог ди Ночера, 6-й маркиз де Кастель-Родриго
- 646. Александр Метр[фр.] (1650—1715), маркиз де Бе

1708
- 647. Ференц II Ракоци (1676—1735), князь Трансильвании

1709
- 648. Витторио Амедео Ферреро-Фьески (1687—1743), князь ди Массерано
- 649. Марчелло де Чева Гримальди (1652—1725)
- 650. Жак-Антуан де Бофремон (1682—1710), маркиз де Листене
- 651. герцог Мишель-Жозеф де Бурнонвиль (ок. 1672—1752)
- 652. Джозия IV Аквавива д’Арагона (ум. 1710), 16-й герцог д'Атри

1710
- 653. Жак Базен де Безон (1645—1733), граф де Безон, маршал Франции
- 654. Доменико Аквавива д'Арагона (1689—1745), 17-й герцог д'Атри

### 1711—1724
1711
- 655. Анн-Огюст де Монморанси (1680—1745), принц де Робек
- 656. Луи-Бенин де Бофремон (1684—1755), маркиз де Листене
- 657. маркиз Луи д'Арпажон (ок. 1669—1736)

1712
- 658. Жан-Батист Дюкасс (1646—1715).
- 659. Прокоп-Шарль-Никола-Огюстен Пиньятелли-Эгмонт[нидерл.] (1703—1743), граф д'Эгмонт, принц Гаврский

1713
- 660. Луи де Бранкас (1672—1750), маркиз де Серест, князь Нисироса
- 661. маркиз Клод Луи Эктор де Виллар (1653—1734), позднее герцог де Виллар, маршал Франции
- 662. Кристобаль Грегорио Портокареро[исп.] (1692—1763), 5-й граф де Монтихо

1714
- 663. Рестайно Кантельмо-Стюарт (1651—1723), 7-й герцог ди Пополи, князь ди Петторано
- 664. Хакобо Франсиско Фитцджеймс Стюарт (1696—1738), 2-й герцог Бервик, герцог де Лирия-и-Херика
- 665. Луи-Пьер-Максимильен де Бетюн (1685—1761), герцог де Сюлли

1715
- 666. принц Эммануэль Игнац фон Нассау-Зиген[нем.] (1688—1735)
- 667. Луи-Анри д'Аркур (1692—1716), граф де Бёврон
- 668. Клод-Франсуа Бидаль (1665—1743), маркиз д'Асфельд, позднее маршал Франции

1716
- 669. Клод-Абраам де Тюбьер де Гримоар де Пестель де Леви[англ.] (ум. 1759), герцог де Келюс

1717
- 670. Луис де Бурбон (1707—1724), принц Астурийский, позднее король Испании
- 671. Лелио Карафа (ум. 1762), маркиз д'Арьенцо
- 672. Карло Грилло (ум. 1724).
- 673. Стефано де Мари Чентурионе (1683—1749), маркиз де Мари

1718
- 674. Жан-Батист-Луи Андро (1677—1754), маркиз де Молеврье-Ланжерон, маршал Франции

1722
- 675. Луи де Рувруа (1675—1755), герцог де Сен-Симон
- 677. Филипп-Шарль де Лафар (1687—1752), маркиз де Монклар

1723
- 677. инфант Фернандо де Бурбон (1713—1759), позднее король Испании
- 678. инфант Карлос де Бурбон (1716—1788), позднее герцог Пармы и Пьяченцы, король Неаполя и король Испании
- 679. инфант Фелипе де Бурбон (1720—1765), позднее герцог Пармы и Пьяченцы

1724
- 680. Николас Фернандес де Кордова де ла Серда (1682—1739), 10-й герцог де Мединасели, герцог де Фериа
- 681. Иасент Бутен (1671—1736), маркиз де Валуз
- 682. Франческо Мария Пико (1688—1747), 3-й герцог де ла Мирандола
- 683. Меркурио Антонио Лопес Пачеко (1679—1738), 9-й герцог де Эскалона
- 684. Доминго де Гусман эль Буэно (1691—1739), 13-й герцог де Медина-Сидония
- 685. Антонио Ардуино (ум. 1731).
- 686. Антонио Фернандес Манрике де Лара (1672—1737), 1-й герцог дель Арко
- 687. маркиз Хосе де Гримальдо[исп.] (ум. 1733)
- 688. Альваро Антонио де Басан (1687—1737), 7-й маркиз де Санта-Крус
- 689. Анибаль Деодат (ум. 1752), маркиз Скотти

## При Луисе I
Луис I, 2-й бурбонский великий магистр (1724)
1724

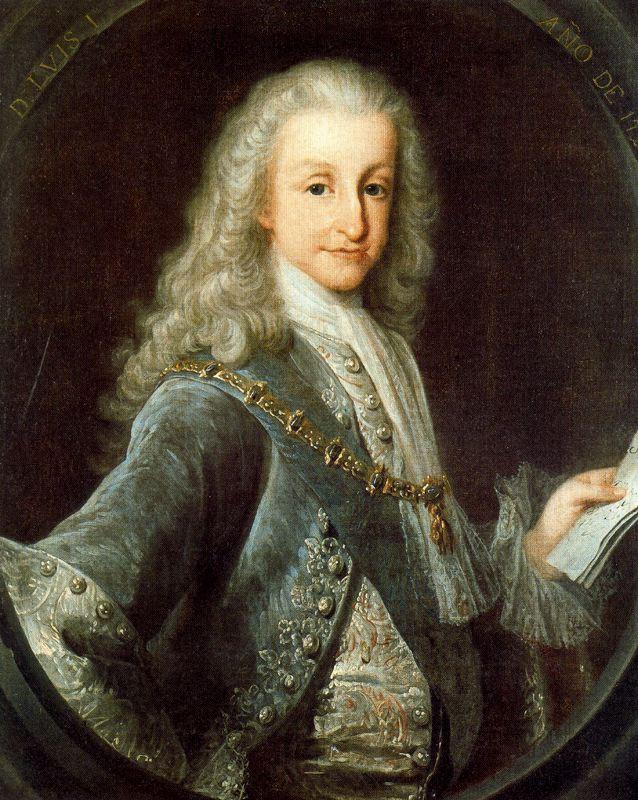
Мигель Хасинто Мелендес. Луис I. 1724

- 690. Луи де Бурбон (1703—1752), герцог Орлеанский
- 691. Луи IV Анри де Бурбон (1692—1740), герцог де Бурбон и д'Энгиен

## При Филиппе V (второе правление)
1724
- 692. Шарль-Жан-Батист Флёрьо (1686—1732), граф де Морвиль

1725
- 693. Рене де Фруле (1650—1725), граф де Тессе, маршал Франции

1727
- 694. Франческо де Эболи (ум. 1758), герцог ди Кастропиньяно

1728
- 695. Родригу Аниш де Са[порт.] (ум. 1733), 1-й маркиз де Абрантиш

1732
- 696. Хосе Каррильо де Альборнос (1671—1747), граф (позже — герцог) де Монтемар
- 697. Хосе Патиньо Росалес (1666—1737)

1734
- 698. Франсуа де Франкето (1670—1759), граф, затем герцог де Куаньи, маршал Франции

1735
- 699. инфант Луис Антонио Хайме де Бурбон (1727—1785), граф де Чинчон

1736
- 700. Гаэтано Бонкомпаньи-Людовизи[итал.] (1706—1777), 6-й герцог ди Сора, князь Пьомбино
- 701. герцог Оноре-Арман де Виллар (1702—1770)

1737
- 702. Карлос Амброcио Спинола де ла Серда (1696—1757), 5-й маркиз де Лос-Бальбасес, герцог де Сесто
- 703. Микеле Реджо Бранчифорте (1682—1772)
- 704. Хосе де Армендарис (1670—1740), 1-й маркиз де Кастельфуэрте

1738
- 705. Педро Себриан (1687—1752), граф де Фуэнклара
- 706. Хайме де Гусман-Давалос (1690—1767), 2-й маркиз де ла Мина
- 707. Сфорца Джузеппе Сфорца Чезарини (1705—1744), герцог ди Сфорца Чезарини, граф де Чинчон, герцог ди Сеньи
- 708. Никола Сангро (1678—1750)
- 709. Луи-Жан-Мари де Бурбон (1725—1793), герцог де Пентьевр
- 710. Андрес Фернандес Пачеко (1710—1746), 10-й герцог де Эскалона
- 711. принц Альберт Казимир Саксонский (1738—1822), герцог Тешенский

1739
- 712. Людовик XV (1710—1774), король Франции
- 713. дофин Луи-Фердинан де Бурбон (1729—1765)
- 714. граф Луи-Пьер-Анжельбер де Ламарк (1674—1750)
- 716. Марино Франческо Караччоло (1714—1773), 7-й князь Авеллино

1740
- 717. Станислав Винцентий Яблоновский (1692—1754)

1742
- 718. Максимилиан III Иосиф (1727—1777), курфюрст Баварии
- 719. Шарль-Луи-Огюст Фуке (1684—1761), герцог де Бель-Иль, маршал Франции

1743
- 720. Мельчор де Солис (1695—1744), герцог де Атриско

1745
- 721. Жан-Бонавантюр-Тьери Дюмон (1682—1753), граф де Гаж
- 722. Доменико Марцио Карафа (1672—1750), 9-й герцог ди Маддалони, князь делла Гуардия
- 723. Луи II де Бранкас-Виллар (1714—1793), герцог де Виллар и де Лораге

1746
- 724. Фернандо де Сильва (1714—1776), 12-й герцог Альба де Тормес и 10-й герцог де Уэскар
- 725. Филипп де Ноай (1715—1794), герцог де Муши, принц де Пуа, маршал Франции

## При Фердинанде VI
Фердинанд VI, 3-й бурбонский великий магистр (1746—1759)

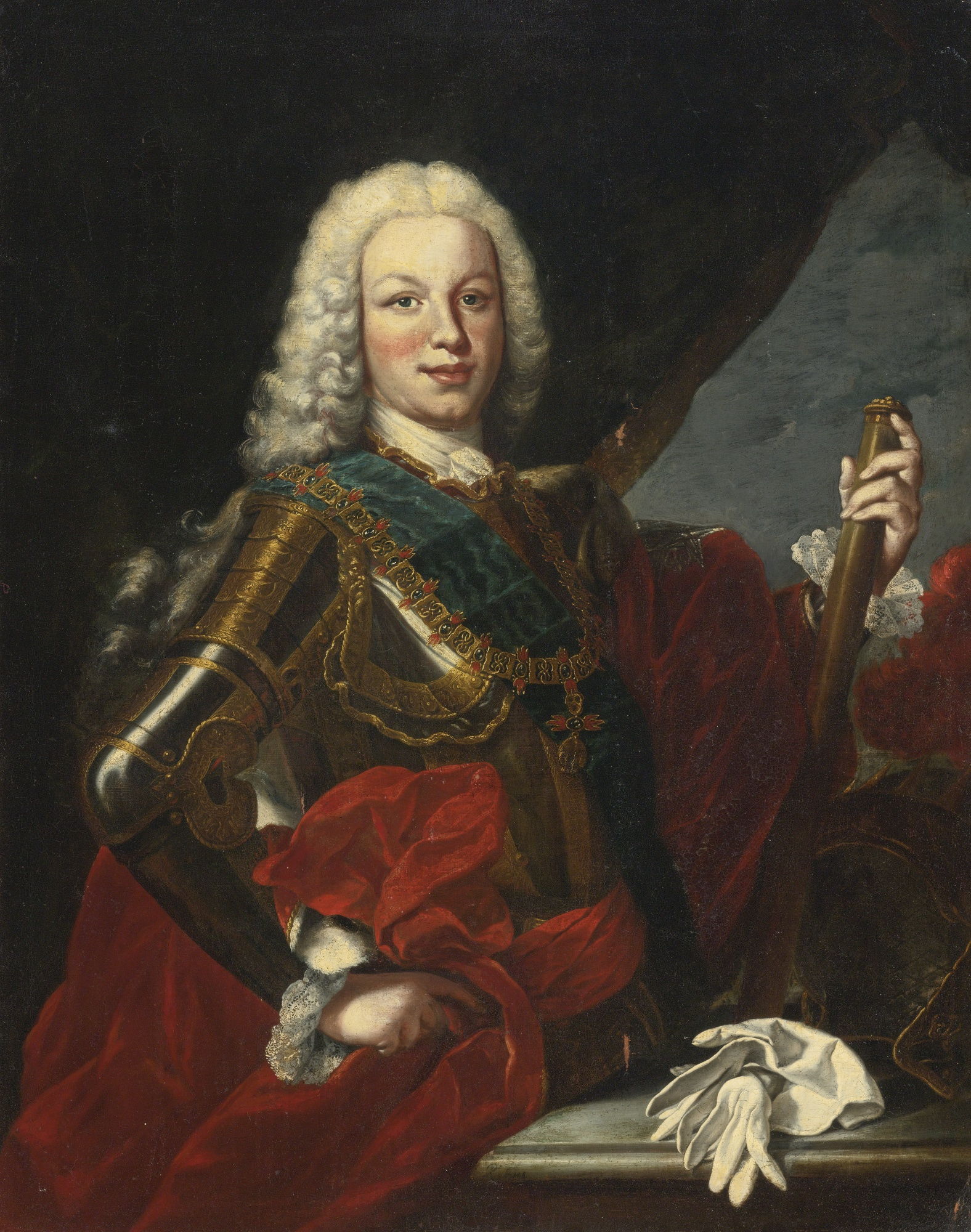
Фердинанд VI

1746
- 726. Себастьян де Гусман[исп.] (1683—1757), 5-й маркиз де Монтеалегре
- 727. Франсиско VI Фернандес де ла Куэва[исп.] (1692—1757), 11-й герцог де Альбукерке

1747
- 728. Филиппо Антонио де Бурбон (1747—1777), герцог Калабрийский, наследный принц Неаполя

1748
- 729. Луис Антонио Фернандес де Кордова (1704—1768), 11-й герцог де Мединасели, герцог де Фериа

1749
- 730. Карло Антонио де Бурбон (1748—1819), принц Неаполитанский, позднее король Испании
- 731. принц Клеменс Франц Баварский (1722—1770)

1750
- 732. Лука Спинола[кат.] (1679—1750), граф де Сирвела
- 733. Зенон де Сомодевилья (1702—1781), маркиз де ла Энсенада
- 734. Фадрике Висенте Альварес де Толедо[исп.] (1686—1753), герцог де Фернандина и Монтальто
- 735. Хосе де Карвахаль (1698—1754)
- 736. Хоакин Диего Лопес де Суньига Сотомайор Кастро и Португал (1715—1777), 12-й герцог де Бехар

1751
- 737. инфант Фернандо де Бурбон (1751—1802), позднее герцог Пармы и Пьяченцы
- 738. инфант Фердинандо де Бурбон (1751—1825), позднее король Неаполя и Обеих Сицилий

1752
- 739. инфант Габриэль Испанский (1752—1788)
- 740. Луи-Филипп I (1725—1785), герцог Орлеанский.
- 741. Витторио Амедео Филиппо Ферреро Фьески[пол.] (1713—1777), князь ди Массерано
- 742. Франческо Гонзага Пико делла Мирандола (1684—1758), принц Мантуанский
- 743. Доменико Каттанео делла Вольта (1696—1782), принц ди Сан-Никандро, герцог ди Термоли

1753
- 744. герцог Франсуа-Жозеф де Бурнонвиль (1710—1769)
- 745. Антонио Альварес де Толедо и Перес де Гусман (1716—1773), герцог де Фернандина и Монтальто
- 746. Педро де Алькантара Перес де Гусман[исп.] (1724—1777), 14-й герцог де Медина-Сидония

1754
- 747. Луи-Жозеф-Ксавье де Бурбон (1751—1761), герцог Бургундский

1755
- 748. Лоренцо Онофрио II Колонна (1723—1779), герцог и князь ди Палиано, герцог ди Тальякоццо, князь ди Кастильоне

1756
- 749. инфант Антонио Паскуаль Испанский (1755—1817)
- 750. Педро Абарка де Болеа (1718—1799), 10-й граф де Аранда

1757
- 751. инфант Франсиско Хавьер де Бурбон[исп.] (1757—1771)

1758
- 752. Хосе Мария де Гусман[исп.] (1709—1781), 6-й маркиз де Монтеалегре

## При Карле III
Карл III, 4-й бурбонский великий магистр (1759—1788)

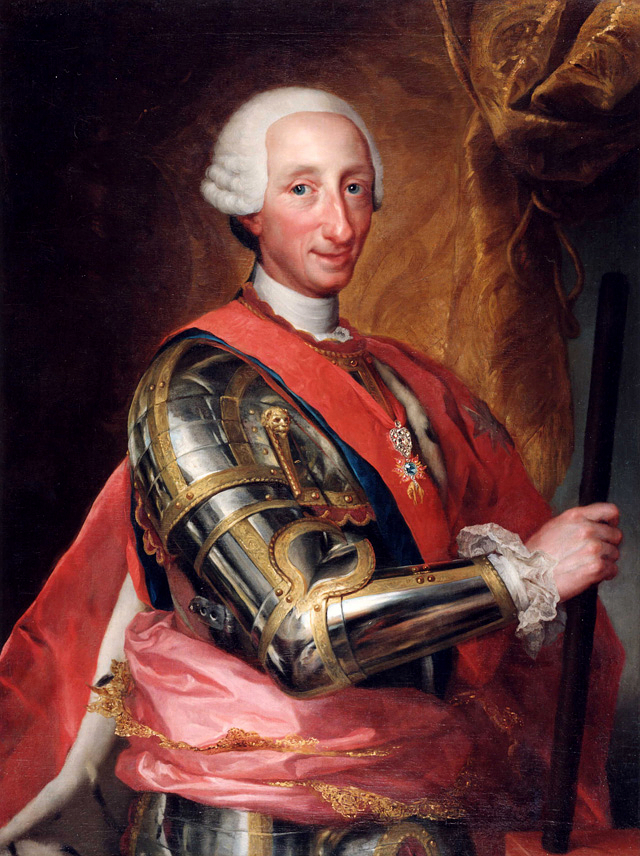
Антон Рафаэль Менгс. Карл III. Ок. 1760

### 1761—1770
1761
- 753. Луи де Бурбон (1754—1793), герцог Беррийский, позднее король Франции
- 754. Шарль-Филипп де Бурбон (1757—1836), граф д'Артуа, позднее король Франции
- 755. Хоакин Атанасио Пиньятелли де Арагон[исп.] (1724—1776), герцог ди Сольферино
- 756. граф Этьен-Франсуа де Шуазёль (1719—1785), позднее герцог де Шуазёль и д'Амбуаз

1762
- 757. Николас де Карвахаль[англ.] (?—1770), маркиз де Сарриа

1764
- 758. Хосе Фернандес де Миранда[исп.] (1706—1783), 1-й герцог де Лосада
- 759. Луис Мануэль Ласо де ла Вега (?—1768), герцог де Арко
- 760. Антонио де Бенавидес[кат.] (1726—1782) 2-й герцог де Сантистебан дель Пуэрто
- 761. Антонио Понсе де Леон[исп.] (1726—1780), 11-й герцог де Аркос, 17-й герцог де Нахера, 1-й герцог де Баньос

1765
- 767. герцог Херонимо Гримальди[фр.] (1710—1789)
- 768. Ян Клеменс Браницкий (1689—1771)

1767
- 762. Казимир Пиньятелли (1727—1801), 8-й герцог ди Бизачча, 10-й принц Гаврский, 14-й граф Эгмонт
- 763. Жан-Жюст-Фердинанд-Жозеф де Крой (1716—1790), граф де Приего, принц д’Авре и де Крой
- 764. Хосе Бонано Филанджьери дель Боско (?—?), князь ди Рокафьорита и Каттолика
- 769. Луи-Станислас де Бурбон (1755—1824), граф Прованский, позднее король Франции

1768
- 765. Хоакин Манрике де Суньига Осорио де Москосо (1724—1783), граф де Баньос

1770
- 766. Микеле Империали Симеана[итал.] (1719—1782), князь ди Франкавилла

### 1771—1780
1771
- 770. инфант Карлос Клементе де Бурбон[порт.] (1771—1774)
- 771. Алонсо Висенте де Солис Фольк де Кардона (1720—1780), 4-й герцог де Монтельяно
- 772. Хосе Хоакин де Сильва-Базан (1734—1802), 8-й маркиз де Вильясор, 9-й маркиз де Санта-Крус

1772
- 773. Педро де Алькантара Фернандес де Кордова (1730—1789), 12-й герцог де Мединасели.
- 774. Вентура Осорио де Москосо (1732—1776), герцог де Сесса
- 775. Андрес Мануэль Алонсо Пачеко Тельес-Хирон (1728—1780), 7-й герцог де Уседа
- 776. Эммануэль-Фелисите де Дюрфор (1715—1789), герцог де Дюрас, маршал Франции
- 777. Хоакин Антонио де Палафокс (?—1775), маркиз де Ариса

1773
- 778. Луи де Бурбон (1773—1803), принц Пармский, позднее король Этрурии

1775
- 779. Карло де Бурбон[англ.] (1775—1778), герцог Калабрийский

1777
- 780. Франческо Джануарио де Бурбон (1777—1830), принц Неаполитанский, позднее король Обеих Сицилий

1779
- 781. инфант Карлос Эусебио де Бурбон (1780—1783)
- 782. Бартоломео ди Капуа (?—?), герцог ди Айрола, князь ди Ричча
- 783. Педро Тельес-Хирон (1728—1787), 8-й герцог де Осуна
- 784. Паскуаль Бенито Бельвис де Монкада (1727—1781), 3-й маркиз де Бельгида[исп.] и де Сан Хуан де Пьедрас Альбос
- 785. Висенте Манрике де Суньига (1724—1786), граф де Агилар де Инестрильяс
- 786. Педро де Алькантара Фадрике Фернандес де Ихар[арагон.] (1741—1808), 9-й герцог де Ихар, 9-й герцог де Лесера, 5-й герцог де Бурнонвиль, 4-й герцог де Альмасан
- 787. Диего Вентура де Гусман[исп.] (1738—1805), 7-й маркиз де Монтеалегре, герцог де Нахера
- 788. Фаусто Франсиско де Палафокс[кат.] (1731—1788), 8-й маркиз де Армуния, 7-й маркиз де Ариса, 9-й маркиз де Эстепа
- 789. Жан-Луи-Поль-Франсуа де Ноай (1739—1824), герцог д'Айен и де Ноай

1780
- 790. маркиз Пьер-Поль д'Оссён (1713—1788)
- 791. Филиппо III Джузеппе Колонна (1760—1818), 12-й герцог и князь де Палиано
- 792. Карло Дженнаро де Бурбон[англ.] (1780—1789), принц Неаполитанский

### 1781—1788
1781
- 793. Джузеппе Карло де Бурбон[англ.] (1781—1783), принц Неаполитанский

1783
- 794. Карлос Хосе Гутьеррес де лос Риос (1742—1795), 6-й граф де Фернан Нуньес
- 795. граф Арман-Марк де Монморен Сент-Эрем (1745—1792)
- 796. Филипп Мари де Бурбон[фр.] (1783—1786), принц Пармский
- 797. Луи IV Бертон де Бальб де Крийон (1717—1796), маркиз, затем герцог де Крийон, герцог де Маон
- 798. инфант Карлос де Бурбон (1783—1784)
- 799. инфант Фелипе Франсиско де Бурбон (1783—1784)

1784
- 800. инфант Фернандо Мария де Бурбон (1784—1833), позднее король Испании

1785
- 801. Жозе Португальский (1761—1788), принц Бразильский
- 802. инфант Жуан Португальский (1769—1826), позднее король Португалии
- 803. Энрики де Менезиш[порт.] (1727—1787), маркиз де Лурисал
- 804. Филипп-Луи де Ноай (1752—1819), герцог де Пуа и де Муши

1786
- 805. инфант Педро Карлос де Бурбон (1786—1812)

1788
- 806. инфант Карлос Мария Исидро де Бурбон (1788—1855)
- 807. Карло Дженнаро де Бурбон (1788—1789), принц Неаполитанский, герцог Калабрийский, сын короля Обеих Сицилий Фердинанда I

## При Карле IV
Карл IV, 5-й бурбонский великий магистр (1788—1808)
1789 (1-й капитул)

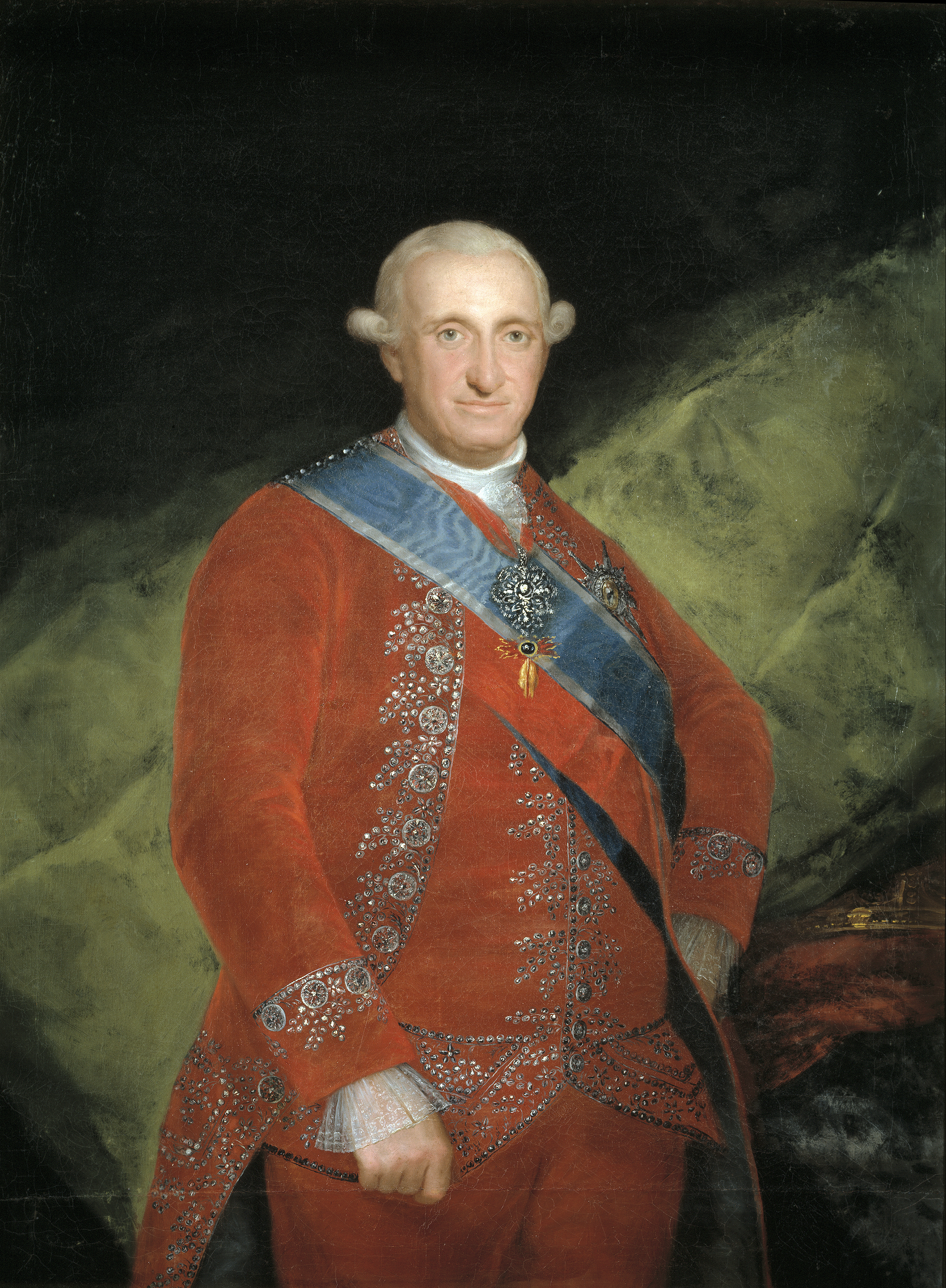
Франсиско Гойя. Карл IV. 1789

- 808. инфант Карлос Хосе де Бурбон (1788—1789), сын инфанта Габриэля
- 809. Фелипе Лопес-Пачеко де ла Куэва (1727—1798), 12-й герцог де Эскалона
- 810. Сальваторе Монтаперто Уберти Бранчифорте (?—1801), князь де Раффадали
- 811. Мануэль Хосе Пачеко Тельес-Хирон (1732—1794)
- 812. Кристобаль Пио Фунес де Вильяльпандо (?—1791), 6-й граф де Атарес, 5-й граф де Вильяр

1789 (2-й капитул)
- 813. Педро Франсиско де Лухан[англ.] (1727—1794), 1-й герцог де Альмодовар дель Рио
- 814. Худас Тадео Фернандес де Миранда[исп.] (1739—1810), 5-й маркиз де Вальдекарсана, 15-й маркиз де Каньете
- 815. Хуан де Менезес Сильва[пол.] (1737—1792), 4-й маркиз де Алькончель
- 816. Поль-Франсуа де Келен[фр.] (1746—1828), принц де Каранси, герцог де Лавогийон
- 817. Луис Мария Фернандес де Кордова (1749—1806), герцог де Сантистебан дель Пуэрто, 13-й герцог де Мединасели
- 818. Висенте Хоакин Осорио де Москосо-и-Гусман (1756—1816), 13-й герцог де Сесса
- 819. Хуан Пабло де Арагон-Аслор (1730—1790), 11-й герцог де Вильяэрмоса
- 820. Луи-Анри-Жозеф де Бурбон (1756—1830), герцог де Бурбон и д’Энгиен, принц Конде
- 821. Принц Шарль-Роже де Бофремон (1713—1795)
- 822. Джованни Андреа IV Дориа Ланди Памфили[итал.] (1747—1820), князь ди Мельфи
- 823. Мигель де ла Куэва[исп.] (1743—1803), 13-й герцог де Альбукерке

1790
- 824. Диего Фернандес де Веласко (1754—1811), 13-й герцог де Эскалона, 13-й герцог де Фриас и 8-й герцог де Уседа
- 825. Дьогу де Норонья (?—?).
- 826. Жозеф-Анн-Огюст-Максимильен де Крой (1744—1839), герцог д’Авре и де Крой

1791
- 827. Франческо Аугусто Каттанео (1721—1790), герцог ди Термоли, князь ди Сан-Никандро
- 828. Хосе Альварес де Толедо Осорио (1756—1796), 15-й герцог де Медина-Сидония
- 829. Хосе Моньино (1728—1808), 1-й граф де Флоридабланка
- 830. Аугусто Каттанео (1754—1824), герцог ди Термоли, князь ди Сан-Никандро
- 831. инфант Фелипе Мария Франсиско де Бурбон (1791—1794), сын короля Испании Карла IV

1792
- 832. принц Максимилиан Саксонский (1759—1839)
- 833. Мануэль Годой (1767—1851), герцог де ла Алькудия, 1-й герцог де Суэка

1794
- 834. инфант Франсиско де Паула де Бурбон (1794—1865)
- 835. Карло Себастьяно Ферреро Фьески (1760—1826), князь ди Массерано
- 836. Висенте Мария де Палафокс Реболледо Мексия Сильва[исп.] (1756—1820), 9-й маркиз де Армуния, 9-й маркиз де Ла Гуардия, 10-й маркиз де Эстепа, 8-й маркиз де Ариса
- 837. Висенте Мария Вера де Арагон и Энрикес[кат.] (1731—1813), 1-й герцог де ла Рокка
- 838. Франсиско Ариас дель Кастильо[исп.] (1742—1798), маркиз де Вильядариас
- 839. Педро де Алькантара Тельес-Хирон-и-Пачеко (1755—1807), 9-й герцог де Осуна
- 840. Пабло де Сангро и Мероде (1746—1815), князь ди Кастельфранко

1795
- 841. маркиз де Ойра (?—?).
- 842. Мигель де ла Груа Таламанка[исп.] (1755—1812), 1-й маркиз де Бранчифорте
- 843. Франсишку Антониу Браганса[англ.] (1795—1801), принц де Бейра

1796
- 844. Луиш Пинту де Соуза Коутинью[порт.] (1735—1804), 1-й виконт де Балсеман
- 845. Антонио Вальдес (1744—1816)

1798
- 846. Бруно Доминго Симон (1739—?), граф де Лален

1799
- 847. Хуан Мануэль Альварес де Фария (1738—1802)
- 848. Карл II (1799—1883), король Этрурии, герцог Лукки, затем герцог Пармы и Пьяченцы
- 849. инфант Педро Карлос де Бурбон (1786—1812), был пожалован в рыцари в 1786 году

1801
- 850. инфант Педру де Алькантара (1798—1834), принц де Бейра, позднее император Бразилии

1802
- 851. принц Леопольд Бурбон-Сицилийский (1790—1851), позднее принц Салернский
- 852. Джон Актон (1737—1811), 6-й баронет Актон
- 853. Карло Мария Караччоло (1764—1823), герцог ди Сан-Теодоро

1804
- 854. инфант Мигел Португальский (1802—1866), позднее король Португалии

1805
- 855. Наполеон I (1769—1821), император французов
- 856. Жозеф Бонапарт (1768—1844), позднее король Неаполя и Испании
- 857. Луи Бонапарт (1778—1846), позднее король Голландии
- 858. Феликс Бачиокки (1762—1841), князь Лукки и Пьомбино
- 859. Камилло Боргезе (1775—1832), принц ди Сульмона, принц ди Россано.
- 860. кардинал Жозеф Феш (1763—1839).
- 861. Иоахим Мюрат (1767—1815), позднее король Неаполя
- 862. Эжен де Богарне (1781—1824), позднее герцог Лейхтенбергский

## При Жозефе Бонапарте
После вынужденного отречения Карла IV и Фердинанда VII Жозеф Бонапарт, узурпировавший корону Испании, присвоил и сан великого магистра ордена, проведя свой первый капитул 18 сентября 1809
28 сентября 1809

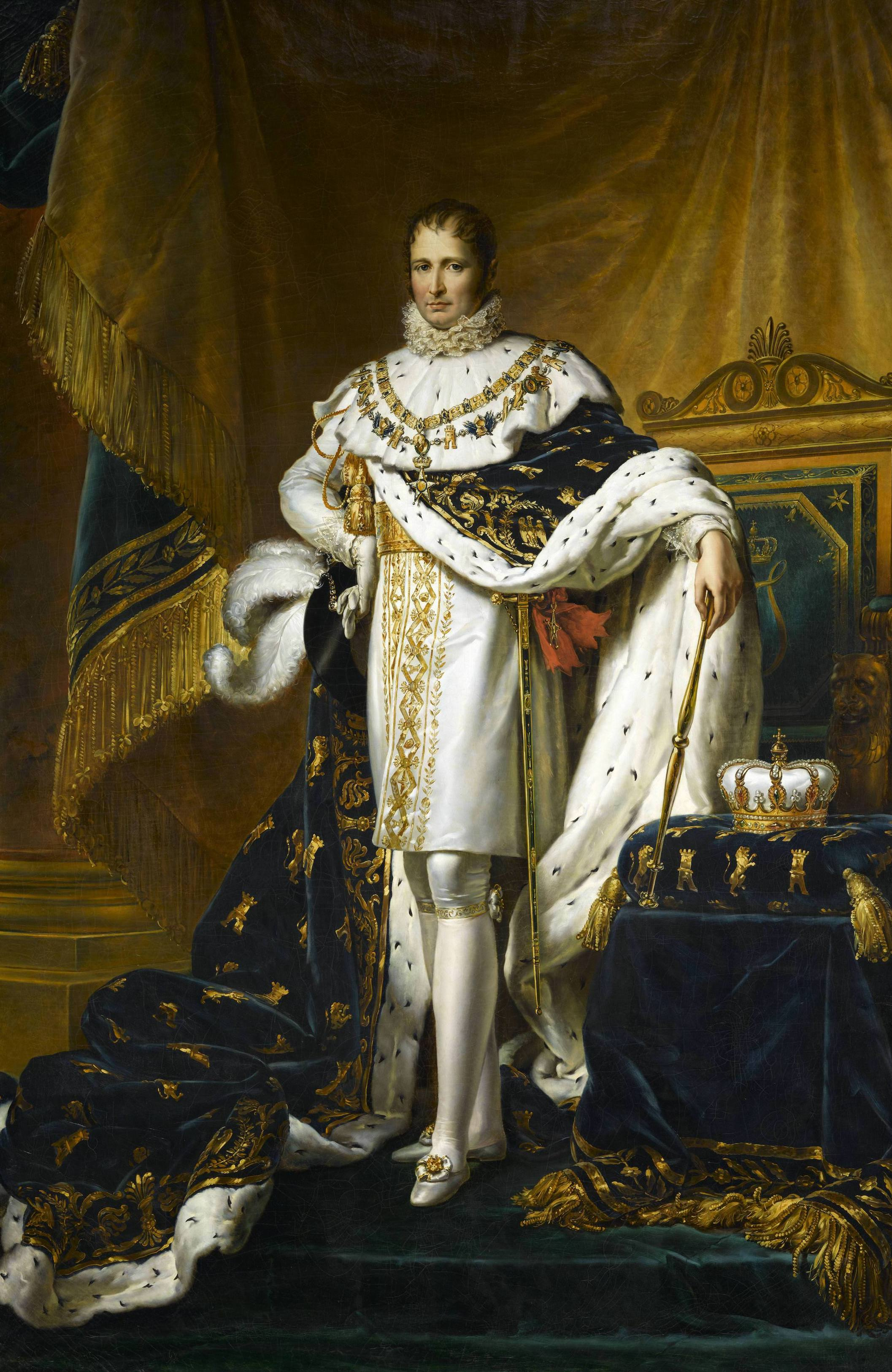
Франсуа Жерар. Хосе I Испанский

- Жером Бонапарт (1784—1860), король Вестфалии

24 марта 1810
- Мигель Хосе де Асанса (1746—1826), 1-й герцог де Санта-Фе
- Мануэль Негрете де ла Торре[исп.] (1736—1818), 1-й герцог де Кампо-Аланге

14 апреля 1811
- Хосе де Масарредо Саласар[исп.] (1745—1812)

3 марта 1812
- Гонсало О'Фаррилл[фр.] (1754—1831).
- Мариано Луис де Уркихо[исп.] (1769—1817)

## При Фердинанде VII
Фердинанд VII, 6-й бурбонский великий магистр (1812—1833). Постановлением от 18 октября 1814 Фердинанд лишил членства в ордене бывшего императора Наполеона Бонапарта и всех членов его семьи, кроме Эжена де Богарне. Лица, награжденные Жозефом Бонапартом, рассматривались как предатели, пожалованные в рыцари ордена незаконно, и были вынуждены эмигрировать во Францию.

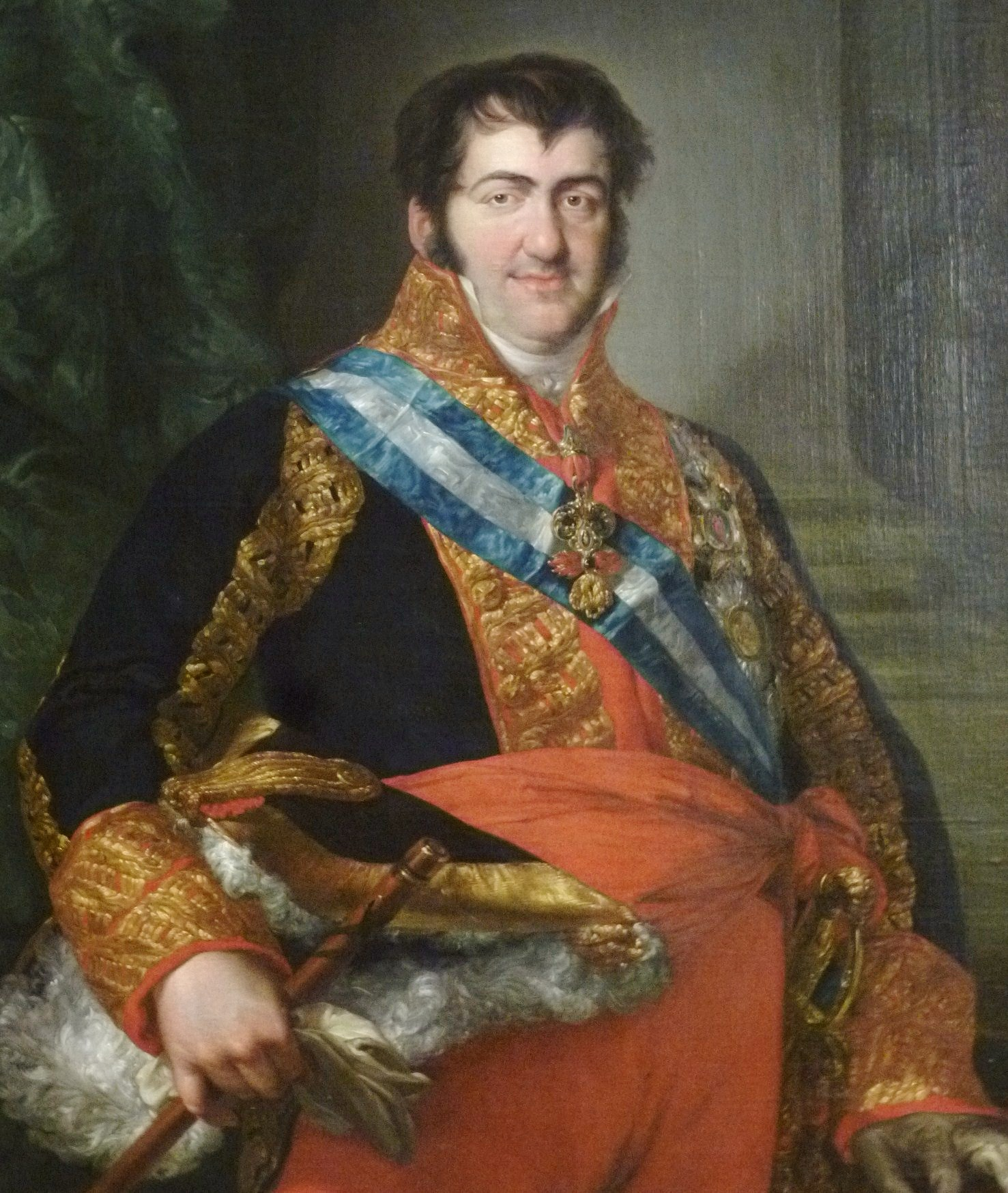
Висенте Лопес. Фердинанд VII

### 1812—1820
1812
- 863. Артур Уэлсли (1769—1852), 1-й герцог Веллингтон, герцог де Сьюдад-Родриго

1814
- 864. Хосе Мигель де Карвахаль (1771—1828), 2-й герцог де Сан-Карлос
- 865. Александр I (1777—1825), император Всероссийский
- 866. Фридрих Вильгельм III (1770—1840), король Пруссии
- 867. Георг Август Фредерик (1762—1830), принц Уэльский, принц-регент Великобритании, позднее король Великобритании. Также был рыцарем австрийского ордена Золотого руна
- 868. Шарль-Морис де Талейран-Перигор (1754—1838), князь Беневентский, князь и герцог де Талейран, герцог де Дино
- 869. Вильгельм II (1792—1849), принц Оранский, позднее король Нидерландов
- 870. Луи-Антуан де Бурбон (1775—1844), герцог Ангулемский
- 871. Шарль-Фердинанд де Бурбон (1778—1820), герцог Беррийский
- 872. Карл XIII (1748—1818), король Швеции
- 873. Карлос Гутьеррес де лос Риос (1779—1827), 1-й герцог де Фернан Нуньес

1816
- 874. Педро Севальос[фр.] (1764—1840)
- 875. Дмитрий Павлович Татищев (1767—1845)
- 876. Вильгельм I (1772—1843), король Нидерландов
- 877. Хуан де ла Крус Бельвис де Монкада и Писарро (1756—1835), 9-й маркиз де Вильямайор-де-Ивернас, маркиз де Бельгида
- 878. Педро де Алькантара Альварес де Толедо-и-Гонзага (1765—1824), герцог-консорт де Пеньяранда де Дуэро
- 879. Игнасио Сиро де Артеага Ласкано[исп.] (1756—1835) (1748—1817), 4-й маркиз де Вальмедиано
- 880. Франсиско де Менесес да Сильвейра и Кастро (1754—1834), 1-й граф Капарика[порт.], 1-й маркиз де Валлада[порт.]
- 881. Франсиско де Паула Фернандес де Кордова[исп.] (1763—1824), 9-й маркиз де Бакарес, 5-й маркиз де Вадо-дель-Местре
- 882. Николас Каэтано Хосе Сентурион (1761—1834), 9-й маркиз де ла Лапилья[исп.]
- 883. Франсиско Борха де Идьякес и Палафокс[исп.] (1755—1818), 4-й герцог де Гранада-де-Эга
- 884. Педро де Алькантара Альварес де Толедо (1768—1841), 13-й герцог дель Инфантадо 9-й герцог де Пастрана, 9-й герцог де Эстремера, 10-й герцог де Франкавилья, 10-й герцог де Осуна
- 885. Хоакин Антонио де Саманьего[исп.] (1769—1844), маркиз де Вальверде де ла Сьерра

1817
- 886. великий князь Константин Павлович (1779—1831)
- 887. великий князь Николай Павлович (1825—1855), позднее император Всероссийский
- 888. великий князь Михаил Павлович (1798—1949)
- 889. Антонио Мария Понсе де Леон Давила[исп.] (1757—1826), 4-й герцог де Монтемар
- 890. Агустин Педро Гонсалес Тельмо Фернандес де Ихар[арагон.] (1773—1817), 6-й герцог де Бурнонвиль, 10-й герцог де Ихар, 10-й герцог де Лесера, 5-й герцог де Альмасан
- 891. Антонио Рокаберти де Дамето[кат.] (1782—1825), граф де Пералада

1818
- 892. инфант Карлос Луис де Бурбон (1818—1861), граф де Монтемолин
- 893. принц Фридрих Вильгельм Прусский (1795—1861), позднее король Пруссии
- 894. Фредерик VI (1786—1839), король Дании
- 895. Рамон Сан-Мартин (1764—?), маркиз де Сан-Мартин

1819
- 896. Шарль-Артюр-Тристан-Лангедок де Ноай (1771—1834), герцог де Муши и де Пуа
- 897. Фулько III Джордано Руффо-Сантапау (1773—1852), 3-й герцог ди Гуардия Ломбарда, 1-й герцог ди Санта-Кристина, 8-й князь ди Шилла, 7-й князь ди Палаццоло
- 898. Томмазо ди Сомма[итал.] (1737—1826), 9-й маркиз ди Чирчелло
- 899. Фридрих Август I (1750—1827), король Саксонии
- 900. Франсиско Фернандес де Кордова (1758—1841), герцог де Алагон
- 901. Валентин Беллвис де Монкада и Писарро (1762—1823), маркиз де Вилльянуэва де Дуэро, граф де Вильяресо

1820
- 902. инфант Франсиско де Асис Луис Фердинанд де Бурбон (1820—1821), сын герцога Кадисского Франсиско де Паула
- 903. Луис Мария де Бурбон (1777—1823), кардинал и архиепископ Толедо

### 1821—1832
1821
- 904. Хосе Габриэль де Сильва-Базан (1782—1839), 10-й маркиз де Санта-Крус-де-Мудела
- 905. принц Фердинанд Бурбон-Сицилийский (1810—1859), герцог ди Ното, позднее король Обеих Сицилий
- 906. Анн-Адриен-Пьер де Монморанси-Лаваль (1768—1837), 1-й герцог де Сан-Фернандо-Луис

1822
- 907. Франсиско де Асис де Бурбон (1822—1902), герцог Кадисский, позднее король-консорт Испании
- 908. инфант Хуан де Бурбон (1822—1887), граф де Монтисон
- 909. Карл XIV Юхан (1764—1844), король Швеции

1823
- 910. принц Фердинандо Карло Бурбон-Пармский (1823—1854), наследный принц герцогства Лукки, позднее герцог Пармы и Пьяченцы
- 911. инфант Энрике де Бурбон (1823—1870), 1-й герцог Севильский
- 912. Хоакин Хосе де Мельгарехо[англ.] (1780—1835), 1-й герцог де Сан-Фернандо-де-Кирога
- 913. Карл Альберт (1798—1849), принц ди Кариньяно, позднее король Сардинии
- 914. маркиз Луи-Жюстен-Мари де Таларю (1769—1850)
- 915. инфант Себастьян де Бурбон (1811—1875)
- 916. граф Шарль-Андре Поццо ди Борго (1764—1842)
- 917. Анри Шарль д’Артуа (1820—1883), герцог Бордосский, граф де Шамбор
- 918. граф Жан-Батист де Виллель (1773—1854)
- 919. виконт Франсуа Рене де Шатобриан (1768—1848)

1824
- 920. Педру де Соуза Гольштейн (1781—1850), 1-й маркиз де Палмела, затем 1-й герцог де Палмела и 1-й герцог де Фаял
- 921. граф Карл Роберт фон Нессельроде (1780—1862)
- 922. граф Кристиан Гюнтер фон Бернсторф (1769—1835)
- 923. инфант Фернандо де Бурбон[исп.] (1824—1861)
- 924. Поль де Ноай (1802—1885), 3-й герцог д’Айен и 6-й герцог де Ноай

1825
- 925. принц Иоганн Саксонский (1801—1873), позднее король Саксонии

1826
- 926. инфант Эдуард Фелипе де Бурбон[исп.] (1826—1830)
- 927. Карл Фердинанд Бурбон-Сицилийский (1811—1862), принц Капуанский
- 928. Леопольд Бурбон-Сицилийский (1813—1860), граф Сиракузский
- 929. великий князь Александр Николаевич (1818—1881), позднее император Всероссийский
- 930. Антонио Паскуале Бурбон-Сицилийский (1816—1843), граф ди Лечче

1827
- 931. Хосе Антонио де Арагон Аслор[кат.] (1785—1852), 9-й герцог де ла Палата, 13-й герцог де Вильяэрмоса

1829
- 932. Виченце Мария Грифео (?—1846), 1-й герцог ди Флоридия, 9-й князь ди Партанна
- 933. Луиджи де Медичи ди Оттайяно[итал.] (1760—1830), герцог ди Сарто
- 934. маркиз Донато Томмаси[итал.] (1761—1831)
- 935. Педро Гомес Лабрадор[исп.] (1772—1850), маркиз де Лабрадор
- 936. Хосе Рафаэль де Сильва Фернандес де Ихар-и-Палафокс (1776—1863), 12-й герцог де Ихар
- 937. Франсиско Хавьер Кастаньос (1758—1852), 1-й герцог де Байлен
- 938. Франсиско Тадео Каломарде (1773—1842), герцог ди Санта-Исабель
- 939. ?

1830
- 940. Пьер-Луи-Огюст Феррон (1777—1842), граф де Ла Ферроне
- 941. Луиджи Бурбон-Сицилийский (1824—1897), граф д’Акуила
- 942. Франческо Бурбон-Сицилийский (1827—1892), граф ди Трапани

1832
- 943. маркиз Джироламо Руффо (?—?)
- 944. Пруденсио Гвадальфахара[исп.] (1761—1855), 1-й герцог де Кастро-Терреньо

## При Изабелле II
Изабелла II, седьмой великий магистр ордена (1833—1868)

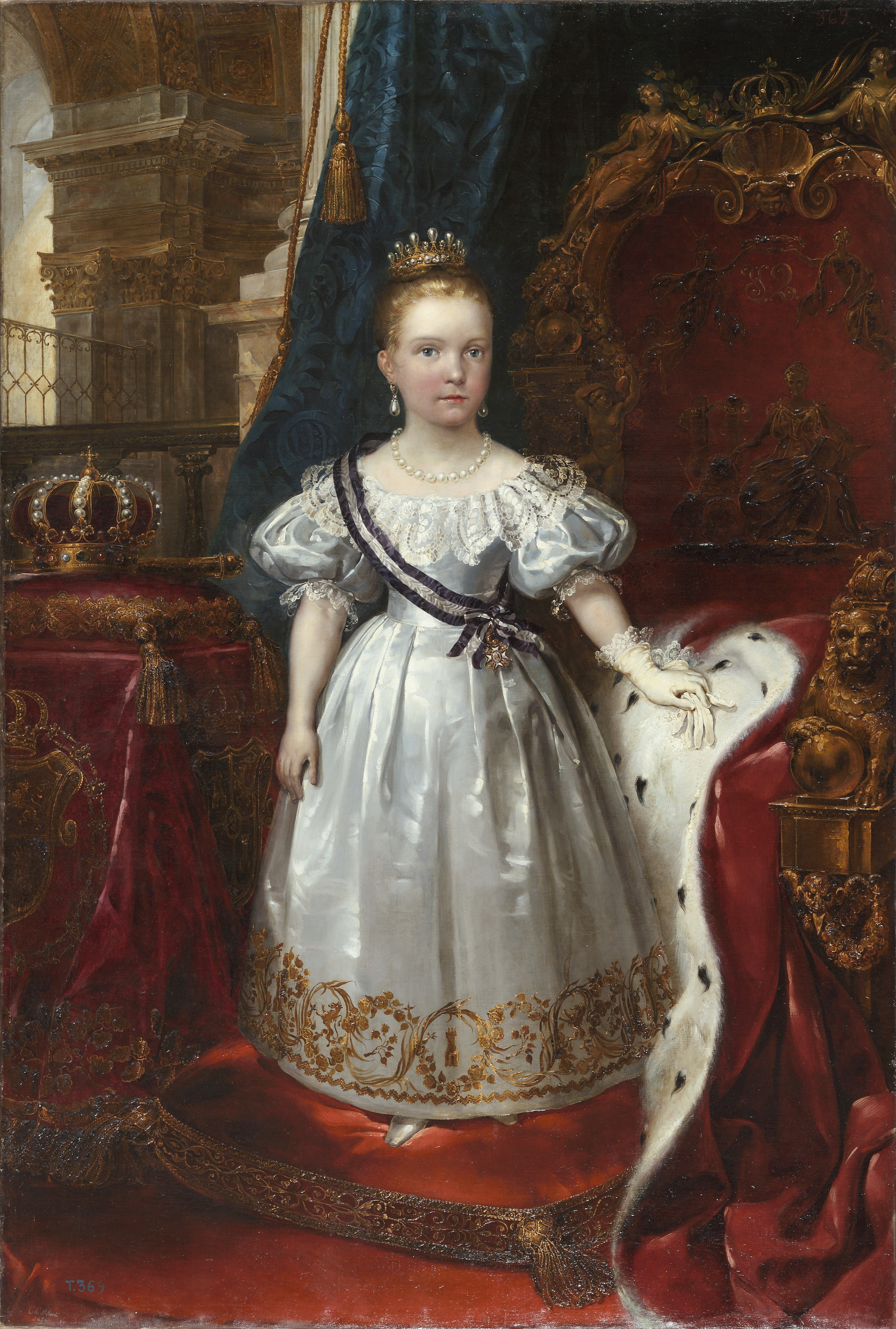
Карлос Луис де Рибера. Изабелла II

### Регентство Марии Кристины
1834
- 945. Вильгельм IV (1765—1837), король Великобритании и Ганновера
- 946. Луи-Филипп I (1775—1850), король французов

1835
- 947. Леопольд I (1790—1865), король бельгийцев
- 948. Огюст Шарль Эжен Наполеон де Богарне (1810—1835), герцог Лейхтенбергский, принц-консорт Португалии
- 949. Педру II (1825—1891), император Бразилии
- 950. Оттон I (1815—1867), король Греции. В 1850 году получил австрийский орден Золотого руна
- 951. Бернардино Фернандес де Веласко (1783—1851), 14-й герцог де Фриас, 9-й герцог де Уседа
- 952. Фердинанд-Филипп (1810—1842), герцог Орлеанский

1837
- 953. Фернанду II (1816—1885), принц Саксен-Кобург-Готский, король Португалии

1838
- 954. Мигель Такон[исп.] (1775—1855), 1-й герцог де Ла-Уньон-де-Куба
- 955. Фернандо де Агилера[исп.] (1784—1838), 15-й маркиз де Серральбо
- 956. Наполеон-Луи де Талейран-Перигор (1811—1898), 2-й герцог де Саган, 3-й герцог де Дино, 3-й герцог де Талейран-Перигор
- 957. Хуан Баутиста де Керальт и Сильва[исп.] (1786—1865), 9-й маркиз де Алькончель, 14-й маркиз де Лансароте
- 958. Никола Жан де Дьё Сульт (1769—1851), герцог Далмации, маршал Франции
- 959. Мануэль Пандо Фернандес де Пинедо[исп.] (1792—1872), 2-й маркиз де Мирафлорес

1840
- 960. Кристиан VIII (1786—1848), король Дании
- 961. Бальдомеро Эспартеро (1793—1879), князь де Вергара, 1-й герцог де Ла-Виттория, 1-й герцог де Морелья

### Регентство Эспартеро
1841
- 962. принц Альберт Саксен-Кобург-Готский (1819—1861), принц-консорт Великобритании

1842
- 963. Вильгельм Александр (1817—1890), принц Оранский, позднее король Нидерландов

### Временное правительство Хоакина Лопеса
1843
- 964. Салустиано Олосага (1803—1873)
- 965. Луи Орлеанский (1814—1896), герцог Немурский
- 966. Диего Исидро де Гусман[исп.] (1776—1849), 19-й герцог де Нахера

### Совершеннолетие Изабеллы II
1844
- 967. Франсуа Гизо (1787—1874)
- 968. Оскар I (1799—1859), король Швеции
- 969. Франческо Бурбон-Сицилийский (1836—1894), герцог Калабрийский, позднее король Обеих Сицилий

1845
- 970. Анри д’Орлеан (1822—1897), герцог Омальский

1846
- 971. принц Эжен I де Линь (1804—1880)
- 972. Агустин Фернандо Муньос (1808—1873), 1-й герцог де Риансарес, герцог де Монморо
- 973. Антуан Орлеанский (1824—1890), герцог де Монпансье, герцог де Галлиера
- 974. Франсуа Орлеанский (1818—1900), принц де Жуанвиль
- 975. принц Педру Португальский (1837—1861), позднее король Португалии

1847
- 976. Рамон Мария Нарваэс (1800—1868), 1-й герцог Валенсийский
- 977. Хосе Мария Осорио де Москосо-и-Карвахаль (1828—1881), 16-й герцог де Сесса, 18-й герцог де Македа, 6-й герцог де Монтемар

1848
- 978. Фредерик VII (1808—1863), король Дании

1849
- 979. Хуан Рока де Тогорес[исп.] (1801—1883), 3-й герцог де Пиноэрмосо

1850
- 980. Луи-Наполеон Бонапарт (1808—1873), президент Французской республики, позднее император французов

### 1851—1860
1851
- 981. Франсиско Мартинес де ла Роса (1787—1862), председатель правительства Испании
- 982. Хоакин Фернандес де Кордова и Пачеко (1787—1871), 6-й герцог де Арион

1852
- 983. Франсиско Хавьер де Истурис (1790—1871), председатель правительства Испании
- 984. Николас Осорио (1793—1866), 15-й герцог де Альбукерке
- 985. Хуан Браво Мурильо (1803—1873), председатель правительства Испании
- 986. Альберт Эдуард Саксен-Кобург-Готский (1841—1910), принц Уэльский, позднее король Великобритании
- 987. Луиджи Мария Бурбон-Сицилийский (1838—1886), граф ди Трани

1853
- 988. принц Вильгельм Фридрих Людвиг фон Гогенцоллерн (1797—1888), позднее король Пруссии и император Германии

1854
- 989. Роберт I (1848—1907), герцог Пармы и Пьяченцы

1855
- 990. принц Карл Шведский (1826—1872), позднее король Швеции

1856
- 991. Жуан Карлуш де Салданья (1791—1876), 1-й герцог де Салданья, премьер-министр Португалии
- 992. принц Наполеон Луи Бонапарт (1856—1879)
- 993. принц Адальберт Баварский (1828—1875)

1857
- 994. цесаревич Николай Александрович (1843—1865)
- 995. князь Александр Михайлович Горчаков (1798—1883)
- 996. Альфонсо Франсиско де Бурбон (1857—1885), принц Астурийский, позднее король Испании

1859
- 997. инфант Фердинандо Мария де Орлеан-и-Бурбон (1859—1872), сын Луизы Фернанды Испанской
- 998. принц Людвиг Фердинанд Баварский (1859—1949), позднее испанский инфант
- 999. ?

1860
- 1000. Антонио Ремон Сарко дель Валье-и-Уэет (1785—1866)
- 1001. Мариано Тельес-Хирон (1814—1882), 12-й герцог де Осуна, 15-й герцог дель Инфантадо

### 1861—1867
1861
- 1002. Луиш I (1838—1889), король Португалии

1862
- 1003. принц Фридрих Прусский (1831—1888), позднее король Пруссии и император Германии
- 1004. инфант Франсиско Мария де Бурбон и Бурбон (1861—1923), герцог де Марчена

1863
- 1005. Людвиг III (1806—1877), великий герцог Гессенский
- 1006. Виллем Николас (1840—1879), принц Оранский

1864
- 1007. Кристиан IX (1818—1906), король Дании

1865 (1-й капитул)
- 1008. Педро Хосе Пидаль[исп.] (1800—1865), 1-й маркиз де Пидаль
- 1009. Анхель де Сааведра (1791—1865), 3-й герцог де Ривас, председатель испанского правительства
- 1010. Луис Томас де Вильянуэва Фернандес де Кордова[кат.] (1813—1873), 15-й герцог де Мединасели

1865 (2-й капитул)
- 1011. Георг V (1819—1878), король Ганновера
- 1012. принц Карл Прусский (1801—1883)
- 1013. цесаревич Александр Александрович (1845—1894), позднее император Всероссийский

1866
- 1014. принц Леопольд Фердинанд Бельгийский (1859—1869), граф де Эно, герцог Брабантский
- 1015. Франсиско Серрано (1810—1885), 1-й герцог де Ла-Торре, позднее регент Испании
- 1016. Педро Колон и Рамирес де Бакведано (1801—1866), 13-й герцог де Верагуа, 12-й герцог де ла Вега
- 1017. Фернандо Диас де Мендоса и Валькарсель[исп.] (1810—1886), 4-й маркиз де Фонтанар
- 1018. принц Карлуш Португальский (1863—1908), позднее король Португалии

1867
- 1019. Луис Гонсалес Браво (1811—1871), председатель правительства Испании

## Регентство Франсиско Серрано
1868
- 1020. принц Гаэтано Бурбон-Сицилийский (1846—1871)
- 1021. Мануэль Сейяс Лосано[исп.] (1800—1868)
- 1022. Лоренцо Аррасола[фр.] (1797—1873), председатель правительства Испании
- 1023. Франсиско Хавьер Ариас Давила[исп.] (1812—1890), 8-й маркиз де Менса

1870
- 1024. Педро Гомес де ла Серна[исп.] (1806—1871)
- 1025. Касимиро Вигодет[исп.] (1787—1872),
- 1026. Абдул-Азиз (1830—1876), османский султан
- 1027. Мухаммед III ас-Садык (1813—1882), тунисский бей

## При Амадее I Савойском

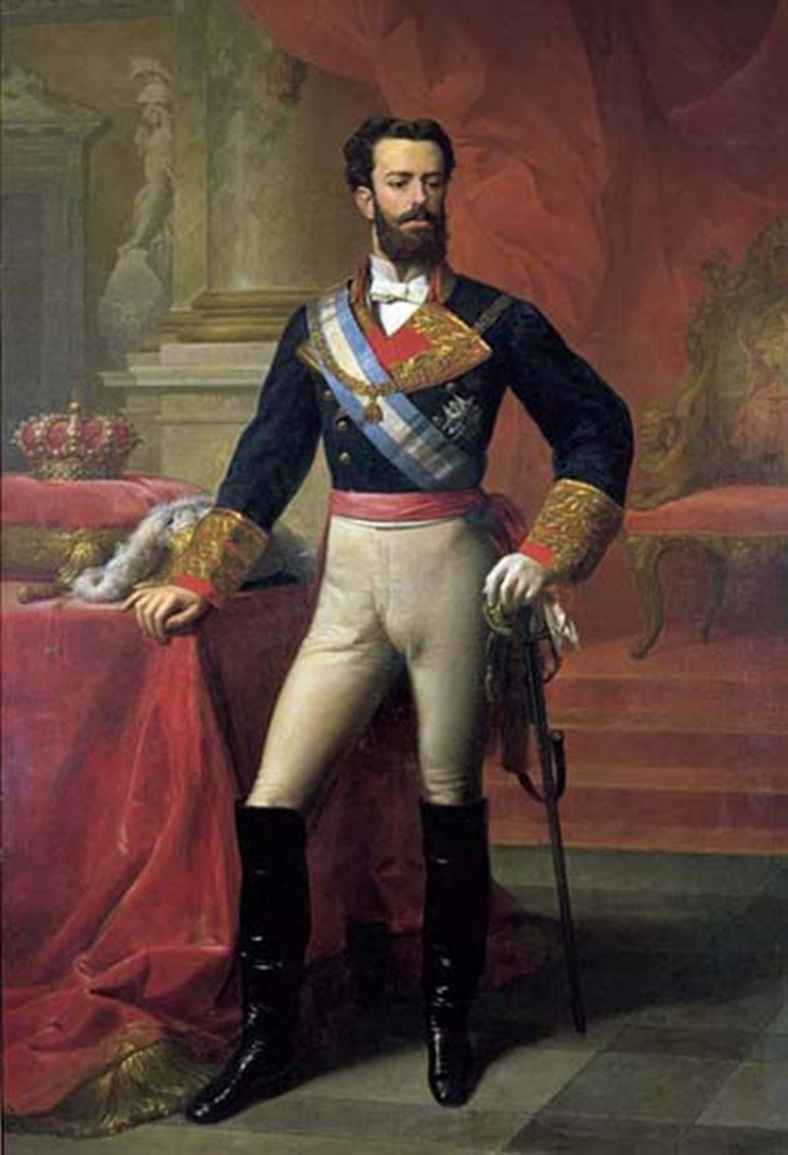
Карлос Луис де Рибера. Амадей I

- 1028. Амедео Савойский (1845—1890), герцог Аостский, затем король Испании и великий магистр ордена (1870—1873)

1871
- 1029. Эудженио Эмануэле ди Савойя-Виллафранка (1816—1888), принц ди Кариньяно, граф ди Виллафранка
- 1030. Луи-Адольф Тьер (1797—1877), президент Французской республики
- 1031. Георг I (1845—1913), король Греции
- 1032. принц Фридрих Карл Николаус Прусский (1828—1885)

1872
- 1033. принц Филипп Бельгийский (1837—1905), граф Фландрии
- 1034. Мануэль Фалько де Адда (1828—1892), 3-й герцог де Фернан-Нуньес, герцог де Арко
- 1035. Сирило Альварес Мартинес де Веласко[исп.] (1807—1878)
- 1036. Антонио де лос Риос Росас[исп.] (1812—1873)
- 1037. Оскар II (1829—1907), король Швеции

## При Альфонсо XII
Альфонсо XII, 8-й бурбонский великий магистр (1875—1885)
1875

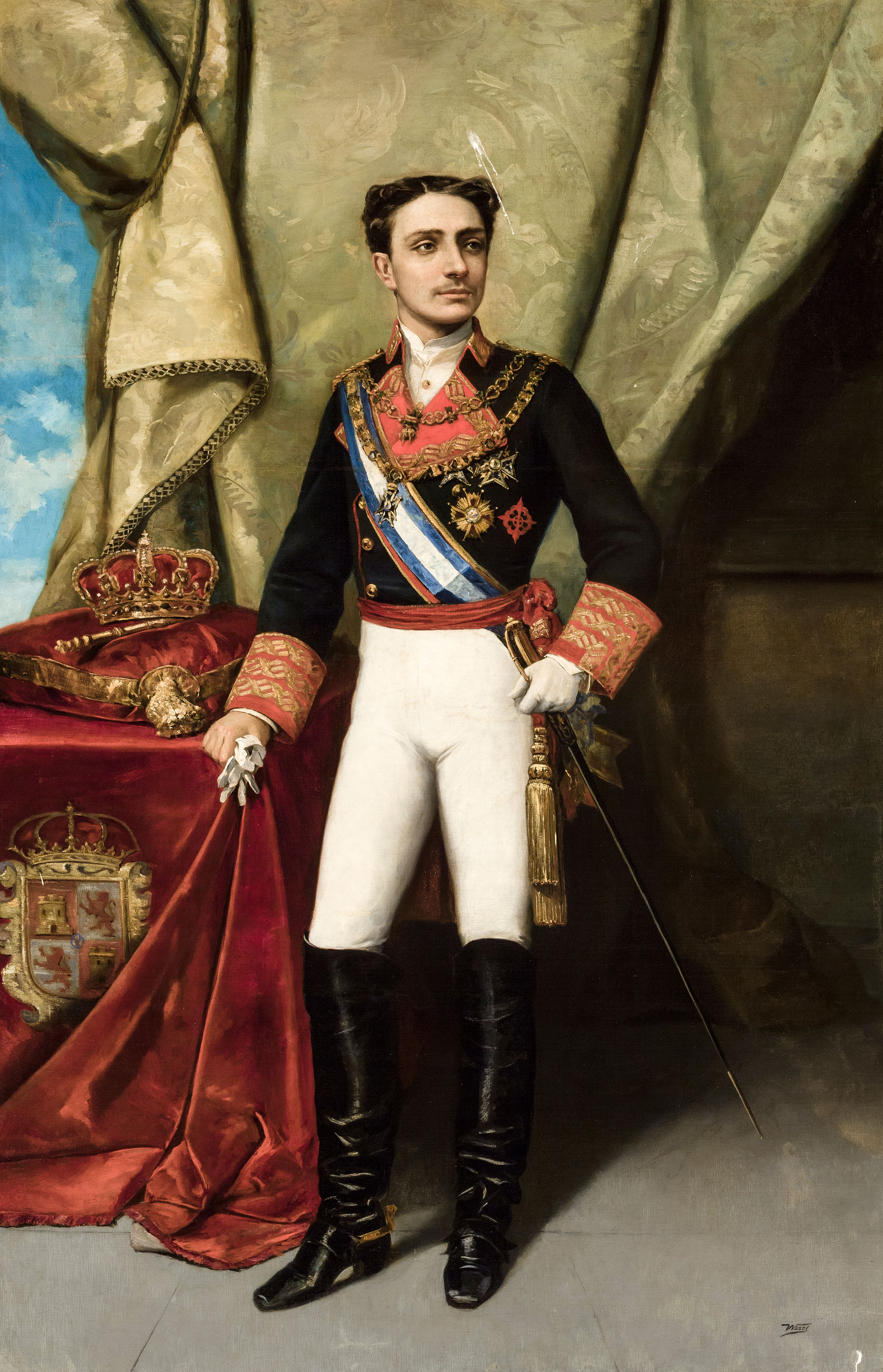
Мануэль Уссель де Гимбарда. Альфонсо XII

- 1038. Хуан де ла Песуэла[исп.] (1809—1906), маркиз де Ла-Песуэла
- 1039. Хосе Осорио и Сильва (1825—1909), 16-й герцог де Альбуркерке
- 1040. Алехандро Мон[исп.] (1801—1882), председатель правительства Испании
- 1041. Мариано Рока де Тогорес[исп.] (1812—1889), 1-й маркиз де Молинс
- 1042. Мануэль Павия (1814—1896), 1-й маркиз де Новаличес
- 1043. Патрис де Мак-Магон (1808—1893), герцог де Маджента, маршал Франции, президент Французской республики
- 1044. Отто фон Бисмарк (1815—1898), князь фон Бисмарк-Шёнхаузен
- 1045. великий герцог Карл Александр Саксен-Веймар-Эйзенахский (1818—1901)
- 1046. кардинал Джакомо Антонелли (1806—1876)
- 1047. граф Александр Владимирович Адлерберг (1818—1888)
- 1048. принц Фридрих Вильгельм Виктор Альберт Прусский (1859—1941), позднее император Германии
- 1049. Антонио Кановас дель Кастильо (1828—1897), председатель правительства Испании

1877
- 1050. Франсиско де Борха де Сильва-Басан (1815—1889), 11-й маркиз де Санта-Крус

1878
- 1051. Франсиско Санта Крус[исп.] (1797—1883),
- 1052. Хуан де Савала (1804—1879), 1-й маркиз де Сьерра-Бульонес, председатель правительства Испании
- 1053. Мануэль Гарсия Барсанальяна[кат.] (1817—1892), 1-й маркиз де Барсанальяна
- 1054. Фридрих I (1826—1907), великий герцог Баденский
- 1055. Арсенио Мартинес де Кампос (1831—1900)
- 1056. принц Витторе Эммануэле (1869—1947), позднее король Италии

1879
- 1057. Антониу Мария Фонтиш Пирейре де Мелу (1819—1887), премьер-министр Португалии

1880
- 1058. Абдул-Хамид II (1842—1918), османский султан
- 1059. инфант Антонио де Орлеан-и-Бурбон (1866—1930), 4-й герцог де Галлиера

1881
- 1060. Гастон Орлеанский (1842—1922), граф д'Э
- 1061. Мануэль Антонио де Акунья[исп.] (1821—1883), маркиз де Вильянуэва-де-лас-Торрес, де Бедмар, де Эскалона, де Обедос
- 1062. Густав V (1858—1950), король Швеции

1882
- 1063. Жюль Греви (1807—1891), президент Французской республики

1883
- 1064. цесаревич Николай Александрович (1868—1918), позднее император Всероссийский
- 1065. Фредерик VIII (1843—1912), король Дании
- 1066. принц Генрих Прусский (1862—1929)
- 1067. Муцухито (1852—1912), император Японии
- 1068. инфант Афонсу де Браганса (1865—1920), герцог Порту

1884
- 1069. Хосе де Посада Эррера (1815—1885), председатель правительства Испании
- 1070. Фернандо Кальдерон Кольянтес[исп.] (1811—1890), 1-й маркиз де Рейноса
- 1071. Рафаэль де Бустос[исп.] (1807—1894), 8-й маркиз де Корвера

## При Альфонсо XIII

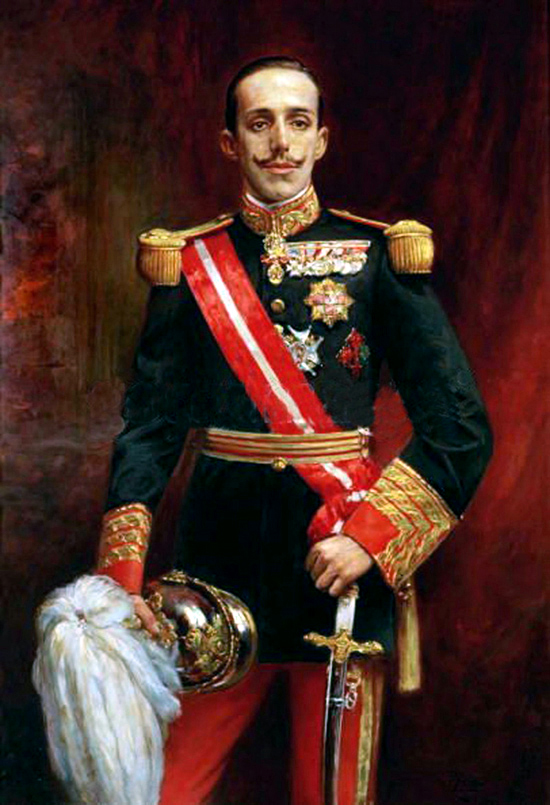
Томас Мартин Ребольо. Альфонсо XIII

### Регентство Марии Кристины
1886
- 1072. Альфонсо XIII (1886—1941), король Испании и 9-й великий магистр ордена
- 1073. инфант Аугусту де Браганса (1847—1889), герцог Коимбры
- 1074. кардинал Лодовико Якобини (1832-1887).
- 1075. Хосе Гутьеррес де ла Конча (1809—1895), 1-й маркиз Гаванский, председатель правительства Испании

1888
- 1076. Томмазо Савойский (1854—1931), герцог Генуэзский
- 1077. Карл I (1823—1891), король Вюртемберга
- 1078. герцог Альфред Саксен-Кобург-Готский (1844—1900), герцог Эдинбургский

1889
- 1079. принц Константин Греческий (1868—1923), позднее король Греции

1890
- 1080. Хосе Альварес де Толедо и Сильва (1826—1900), 18-й герцог де Медина-Сидония

1891
- 1081. Пракседес Матео Сагаста (1827—1903)
- 1082. великий князь Владимир Александрович (1847—1909)
- 1083. принц Альбрехт Прусский (1837—1906)

1892
- 1084. Вильгельм II (1848—1921), король Вюртемберга
- 1085. Кристобаль Колон де ла Серда (1837—1910), 14-й герцог де Вергара
- 1086. инфант Луиш Филипе (1887—1908), герцог де Браганса

1893
- 1087. Георг Фредерик Эрнест Альберт (1865—1936), герцог Йоркский, позднее король Великобритании

1895
- 1088. Гильермо Чакон[исп.] (1813—1899)
- 1089. Хосе де Эльдуайен[англ.] (1823—1898), 1-й маркиз дель-Пасо-де-ла-Мерсед
- 1090. Эухенио Монтеро Риос (1832—1914), председатель правительства Испании

1896
- 1091. цесаревич Георгий Александрович (1871—1899)
- 1092. принц Ёсихито (1879—1926), позднее император Японии

1897
- 1093. Фердинандо Пио Бурбон-Сицилийский (1869—1960), герцог Калабрийский

1898
- 1094. Феликс Фор (1841—1899), президент Французской республики

1900
- 1095. принц Фридрих Вильгельм Прусский (1882—1951)
- 1096. Энрике Рамирес де Сааведра[исп.] (1828—1914), 4-й герцог де Ривас
- 1097. Карлос Мария Стюарт Фитцджеймс (1849—1901), 9-й герцог Бервик, 16-й герцог де Альба
- 1098. Алехандро Льоренте[исп.] (1814—1901)

1901
- 1099. инфант Карлос Бурбон-Сицилийский (1870—1949)
- 1100. принц Кристиан Датский (1870—1947), позднее король Дании
- 1101. принц Альфонсо Мария Бурбон-Сицилийский (1901—1964), герцог Калабрийский
- 1102. великий князь Михаил Александрович (1878—1918)

1902
- 1103. Карлос Мануэль Мартинес де Ирухо[исп.] (1846—1909), 9-й герцог де Сотомайор
- 1104. принц Евгений Шведский (1865—1947)
- 1105. Артур Уильям (1850—1942), герцог Коннаутский и Страхарнский
- 1106. принц Вачиравуд (1881—1925), позднее король Сиама
- 1107. Эмиль Лубе (1838—1929), президент Французской республики

## Совершеннолетие Альфонсо XIII
1902
- 1108. Эрнст Август II Ганноверский (1845—1923), 3-й герцог Камберлендский и Тевиотдейлский
- 1109. Мозафереддин-шах Каджар (1853—1907), персидский шах

1903
- 1110. инфант Фернандо де Бурбон[исп.] (1903—1905)
- 1111. Карлос Валькарсель[исп.] (1819—1903)
- 1112. Онорио де Саманьего (1833—1917), маркиз де Мирафлорес
- 1113. Алехандро Пидаль (1846—1913), маркиз де Пидаль
- 1114. Антонио Агилар-и-Корреа (1824—1908), маркиз де Ла-Вега-де-Армихо, председатель правительства Испании
- 1115. Эрнесто Инце Рибейро (1849—1907)

1904
- 1116. Марсело Аскаррага Пальмеро (1832—1915), председатель правительства Испании

1905
- 1117. инфант Фердинанд Баварский (1884—1958)
- 1118. князь Бернгард фон Бюлов (1849—1929)

1906
- 1119. принц Альфонс Баварский (1862—1933)

1907
- 1120. Альфонсо де Бурбон (1907—1938), принц Астурийский
- 1121. инфант Альфонсо Орлеанский (1886—1975), 4-й герцог де Галлиера

1908
- 1122. Мануэл II (1889—1932), король Португалии
- 1123. Хосе Лопес Домингес (1829—1911), председатель правительства Испании
- 1124. Фернандо Примо де Ривера (1831—1921), маркиз де Эстелья

1909
- 1125. принц Адальберт Баварский

1910
- 1126. принц Густав Адольф Шведский (1882—1973), позднее король Швеции
- 1127. Хокон VII (1872—1957), король Норвегии
- 1128. Эрнст Людвиг (1868—1937), великий герцог Гессенский
- 1129. Фернандо Леон-и-Кастильо (1842—1918), маркиз дель Муни

### 1911—1920
1911
- 1130. Хосе Мессия[исп.] (1853—1917), 4-й герцог де Тамамес
- 1131. Алехандро Гройсард[исп.] (1830—1919)
- 1132. Андрес Авелино де Салаберт[исп.] (1864—1925), 10-й герцог де Сьюдад-Реаль
- 1133. Мануэль Агирре де Техада[исп.] (1829—1911), 1-й граф де Техада-де-Вальдеосера
- 1134. Хосе Эчегарай-и-Эйсагирре (1832—1916)

1912
- 1135. Эдуард (1894—1972), принц Уэльский, позднее король Великобритании

1913
- 1136. Раймон Пуанкаре (1860—1934), президент Французской республики
- 1137. Франсиско Хавьер Аслор де Арагон (1842—1919), 16-й герцог де Вильяэрмоса, 6-й герцог де Гранада-де-Эга
- 1138. Луис Пидаль[исп.] (1842—1913), 2-й маркиз де Пидаль
- 1139. Валериано Вейлер (1838—1930), 1-й герцог де Руби

1914
- 1140. Хуан Баутиста Виньегра[исп.] , граф де Вильямар
- 1141. Мануэль Фелипе Мария Фалько[исп.] (1856—1927), 4-й герцог де Фернан-Нуньес
- 1142. Клаудио Лопес Бру[исп.] (1853—1925), 2-й маркиз де Комильяс
- 1143. Эммануэль Орлеанский (1872—1931), герцог Вандомский
- 1144. Огюст-Этьен де Крой[фр.] (1872—1932), принц де Сольр

1915
- 1145. Фермин де Ласала[исп.] (1830—1917), герцог де Мандас

1916
- 1146. принц Филипп Бурбон-Сицилийский (1882—1944)
- 1147. Хоакин де Артеага-и-Эчагуэ (1870—1948), 17-й герцог дель Инфантадо

1919
- 1148. принц Дженнаро Мария Бурбон-Сицилийский[итал.] (1882—1944)
- 1149. принц Раньери Бурбон-Сицилийский (1883—1973), герцог ди Кастро
- 1150. Альберто Мансо де Веласко (1828—?), маркиз де Ривас-де-Харама

1920
- 1151. Антонио Маура (1853—1925), председатель правительства Испании
- 1152. принц Габриэль Бурбон-Сицилийский (1897—1975)

### 1921—1931
1921
- 1153. инфант Хайме де Бурбон (1908—1975), герцог Анжу и Сеговии

1923
- 1154. принц Леопольд Бельгийский (1901—1983), позднее король бельгийцев
- 1155. инфант Луис Альфонсо Баварский (1906—1983)
- 1156. Умберто Савойский (1904—1983), принц Пьемонтский, позднее король Италии

1924
- 1157. Генрих Мекленбург-Шверинский (1876—1934), принц-консорт Нидерландов
- 1158. инфант Хосе Эухенио Баварский (1909—1966)

1925
- 1159. Альберто де Бурбон (1854—1939), 1-й герцог де Санта-Елена
- 1160. граф Галеаццо фон Тун унд Гогенштейн (1850—1931), 75-й великий магистр Мальтийского ордена

1926
- 1161. Хакобо Фитц-Джеймс Стюарт (1878—1954), 10-й герцог Бервик, 17-й герцог де Альба-де-Тормес
- 1162. Гастон Думерг (1863—1937), президент Французской республики
- 1163. Хосе де Сааведра и Саламанка[исп.] (1870—1927), 2-й маркиз де Виана

1927
- 1164. принц Франсиско де Паула де Бурбон (1853—1942)
- 1165. инфант Хуан де Бурбон (1913—1993), граф Барселонский
- 1166. инфант Гонсало де Бурбон-и-Баттенберг (1914—1934)
- 1167. Мариано де Сильва и Карвахаль[исп.] (1875—1940), 13-й маркиз де Санта-Крус

1928
- 1168. Хирохито (1901—1989), император Японии

1929
- 1169. Луис Фернандес де Кордова (1880—1956), 17-й герцог де Мединасели

1930
- 1170. принц Эрнест де Линь (1857—1937)

1931
- 1171. Пауль фон Гинденбург (1847—1934), президент Германии
- 1172. Карлос Кортесо[исп.] (1850—1933)
- 1173. Хуан Баутиста Аснар-Кабаньяс[исп.] (1860—1933), председатель правительства Испании
- 1174. Луис Мария де Сильва и Карвахаль[исп.] (1876—1935), герцог де Миранда

## При графе Хуане Барселонском
Хуан де Бурбон, граф Барселонский, претендент на корону Испании, произвел несколько пожалований, не носивших официального характера, поскольку он не являлся испанским монархом.
1941
- инфант Хуан Карлос де Бурбон, принц Астурийский (р. 1938), позднее король Испании

1960
- Бодуэн I (1930—1993), король бельгийцев

1962
- Павел I (1901—1964), король Греции

1964
- инфант Карлос Бурбон-Сицилийский (1938—2015), герцог Калабрийский
- Константин II (р. 1940), король Греции

## При Хуане Карлосе I
Хуан Карлос I, 10-й бурбонский великий магистр
1977
- Николас Котонер и Котонер (1905—1996), 23-й маркиз де Мондехар
- Торкуато Фернандес-Миранда (1915—1980), герцог де Фернандес-Миранда, председатель правительства Испании
- Бельтран Альфонсо Осорио и Диес де Ривейра (1919—1994), 18-й герцог де Альбукерке

1981
- Фелипе де Бурбон (р. 1968), принц Астурийский, позднее король Испании
- Хосе Мария Пеман[исп.] (1897—1981)

1982
- Улаф V (1903—1991), король Норвегии

1983
- Карл XVI Густав (р. 1946), король Швеции
- Жан (1921—2019), великий герцог Люксембурга

1985
- принц Акихито (р. 1933), позднее император Японии
- Хусейн ибн Талал (1935—1999), король Иордании
- Беатрикс (р. 1938), королева Нидерландов
- Маргрете II (р. 1940), королева Дании

1988
- Елизавета II (1926—2022), королева Великобритании

1994
- Альберт II (р. 1934), король бельгийцев

1995
- Харальд V (р. 1937), король Норвегии

2004
- Симеон Борисов Саксен-Кобург-Готский (р. 1937), бывший король Болгарии, премьер-министр Болгарии

2006
- Пхумипон Адульядет (1927—2016), король Таиланда

2007
- Анри (р. 1955), великий герцог Люксембурга
- Адольфо Суарес (1932—2014), 1-й герцог де Суарес, председатель правительства Испании
- Абдалла ибн Абдул-Азиз Аль Сауд (1924-—2015), король Саудовской Аравии

2010
- Франсиско Хавьер Солана де Мадариага (р. 1934)
- Виктор Гарсия де ла Конча (р. 1934)

2011
- Николя Саркози (р. 1955), президент Французской республики

2014
- Энрике Валентин Иглесиас[исп.] (р. 1930)

## При Филиппе VI
Филипп VI, 11-й бурбонский великий магистр
2015
- инфанта Леонор де Бурбон (р. 2005), принцесса Астурийская